# 勒希高
勒希高是德国巴登-符腾堡州的一个市镇。总面积10.95平方公里，总人口5365人，其中男性2653人，女性2712人（2011年12月31日），人口密度490人/平方公里。